# Dios personal
La expresión Dios personal, o Dios persona, hace referencia a la creencia que una divinidad posee atributos propios de una persona, con la cual es posible establecer una relación. Esto contrasta con otras concepciones de un Dios que se lo ven como una fuerza impersonal o un ser abstracto (véase Deísmo).
La naturaleza personal de Dios es una de las características del monoteísmo abrahámico. Así, en los libros sagrados del judaísmo, islam y cristianismo, Dios es concebido y descrito como un creador personal, que sigue un propósito en su creación. En el Pentateuco, por ejemplo, Dios habla e instruye a sus profetas y es concebido como un ser volitivo, con emociones (tales como enojo, celos, intención) y otros atributos característicos de una persona, pudiendo incluso aparecerse en forma antropomórfica.
Las relaciones de un Dios persona pueden ser descritas de la misma forma que las relaciones humanas, tales como un Padre, como es el caso del cristianismo, un Amigo como es el caso en el Sufismo, incluso se pueden llegar a un acuerdo como se relata con Abraham. En el Vaishnavismo la realidad de Dios no es conocida como una idealización, sino mediante el impacto directo de Dios en la vida del hombre.[cita requerida]
Desde finales del siglo XX, especialmente en Occidente, la creencia en un Dios personal viene decayendo en favor de la creencia en un Dios impersonal y de lo «divino» entendido como fuerza o energía. De esta manera, solo cerca de la mitad de los europeos creyentes dicen creer explícitamente en un Dios personal. Este fenómeno viene acompañado de un auge de las formas de espiritualidad orientales o la recuperación de los místicos cristianos o musulmanes, así como de un proceso de secularización y desocialización religiosa. Según el historiador de las religiones Frédéric Lenoir, «cuanto más fuera de una tradición religiosa se sitúa el individuo, menos inclinado está a creer en un Dios personal».